# Vectidraco
Vectidraco là một chi khủng long azhdarchoid từ Hạ Cretaceous của Anh. Nó chỉ được biết đến từ một mẫu xương hông được tìm thấy trên Isle of Wight năm 2009. Mẫu đầu tiên đã được đặt tên Vectidraco daisymorrisae theo người tìm ra nó, Daisy Morris của Whitwell, Isle of Wight.

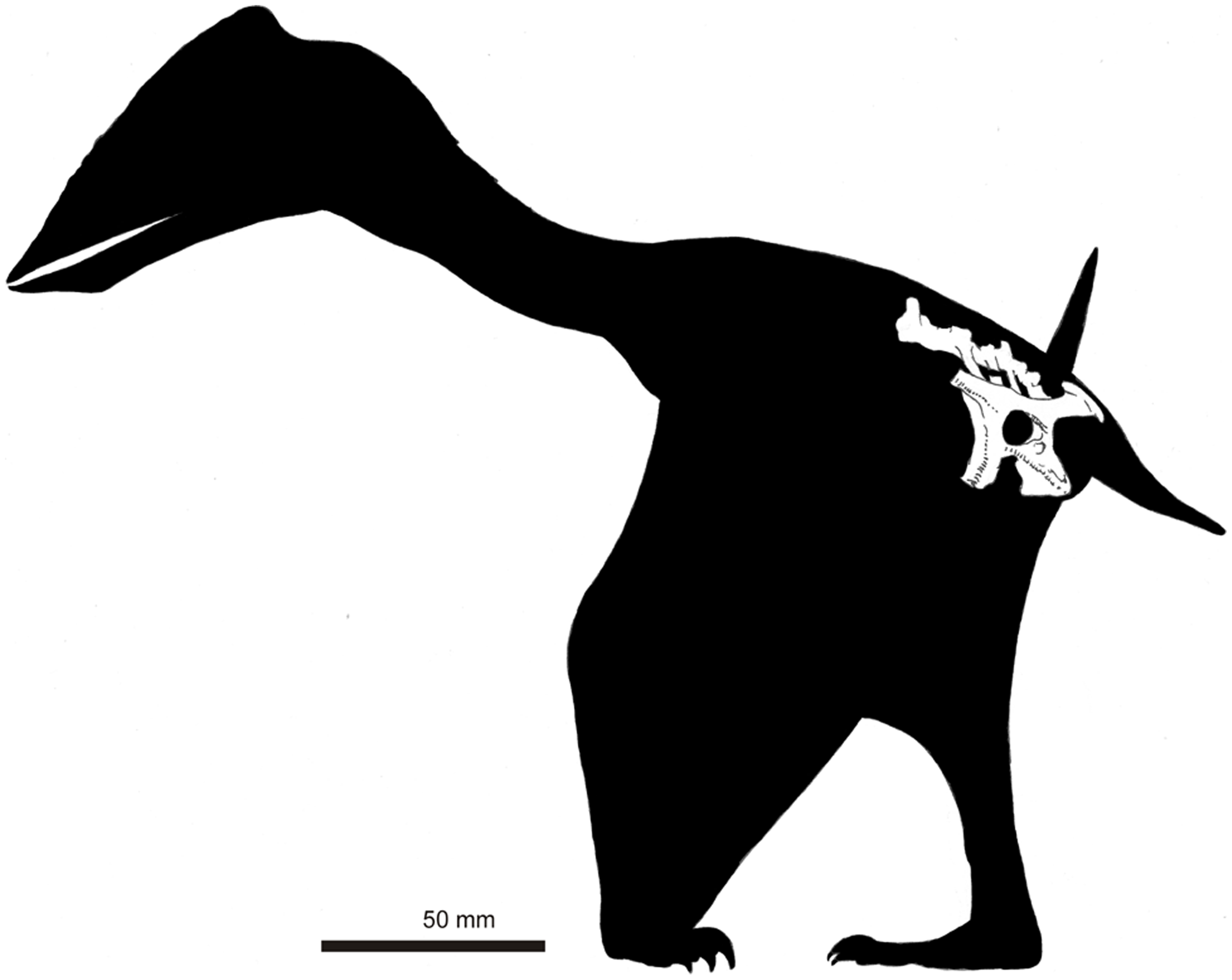
Phục dụng